# MB Barter & Trading
Die MB Barter & Trading SA war ein in Familienbesitz befindlicher Kunststoff-Distributor, der sich im September 2018 offiziell mit der REHAU GmbH zusammenschloss, die den weltweiten Einkauf an Produktionsmaterial der REHAU-Gruppe verantwortete. Die beiden Schweizer Unternehmen fusionierten zur global tätigen Meraxis Gruppe, die seit 1. Juli 2019 offiziell auf dem Markt agiert.

## Unternehmensgeschichte
Am 21. September 1982 wurde die MB Barter & Trading SA in Kilchberg erstmals im Handelsregister eingetragen. Ursprünglich machte die MB Barter noch Handels- und Bartergeschäfte mit Waren aller Art, insbesondere aber Kompensationsgeschäfte mit chemischen Produkten und anderen Rohstoffen. Vom Bartergeschäft wurde auch ein Teil des Firmennamens abgeleitet. Nach der Sitzverlegung von Kilchberg nach Zürich und später nach Thalwil zog die MB Barter im Jahr 1996 an den Rohstoffhandelsplatz Zug. Mit einem Umsatz von 1 Milliarde US-Dollar im Jahre 2015 war die MB Barter Gruppe auf Rang 161 der 500 grössten Unternehmen der Schweiz.
Im Oktober 2017 investierte MB als Finanzierungs- und Vermarktungspartner in das indische Unternehmen JBF Industries, einem der zehn weltweit größten PET-Hersteller: Mit der finanziellen Hilfe konnte JBF seine Produktionsanlage im belgischen Geel wieder in Betrieb nehmen, der im Zuge einer Restrukturierung die Schließung drohte. JBF ist heute weiterhin strategischer Partner von Meraxis.
Im Jahr 2018 wurde die MB Barter & Trading SA von der REHAU Verwaltungszentrale AG übernommen, um den global agierenden Anbieter von polymerbasierten Lösungen Meraxis zu gründen. Durch die Kombination des integrierten REHAU Know-hows von Materialien, Verfahren und Applikationen in Verbindung mit der einschlägigen Trading- und Distributionskompetenz von MBT entstand eine Verknüpfung komplementärer Kernkompetenzen bei technologischen Polymerlösungen.
Das neue Unternehmen Meraxis beliefert Unternehmen aus allen Industriebranchen mit Polymeren und polymerbezogenen Produkten für unterschiedliche Produktionsverfahren. Zudem berät der Kunststoff-Distributor Kunden bei der Auswahl des geeigneten Materials für unterschiedlichste Produktionsverfahren. Thomas Endres, einer der Gründungsmitglieder der MB Barter, ist heute als Verwaltungsrat der Meraxis Gruppe tätig. Sein Sohn Philipp Endres, ehemals CEO und Mitglied des Verwaltungsrates der MB Barter, ist heute stv. CEO von Meraxis.